# Joël Vander Elst
Joël Vander Elst (Leuven, 1 juli 1967) is een Belgisch politicus voor de Open Vld.

## Levensloop
Hij begon zijn politieke loopbaan in 1999 als privésecretaris van kabinetschef Luc Coene (de latere gouverneur van de Nationale Bank) op het kabinet van eerste minister Guy Verhofstadt. In 2003 werd hij kabinetssecretaris bij Vlaams minister Patricia Ceysens en in 2004 maakte hij de overstap naar het kabinet van Vlaams minister Dirk Van Mechelen. Vervolgens werkte hij op het kabinet van federaal minister van Begroting Guy Vanhengel. Vanaf 2010 werd hij kabinetsdirecteur op het kabinet van federaal staatssecretaris en minister Maggie De Block.
Joël Vander Elst zetelde onafgebroken in de provincieraad van Vlaams-Brabant van december 2000 - december 2018. In 2006 werd hij Open Vld-fractievoorzitter en op 1 december 2012 werd hij verkozen tot eerste ondervoorzitter van de provincieraad. In 2018 raakte Open Vld in het arrondissement Leuven niet verder dan twee zetels bij de provincieraadsverkiezingen en werd hij vanop de derde plaats niet verkozen. In juni 2023 raakte bekend dat de burgemeester een nieuwe partij zou oprichten met het oog op de verkiezingen van oktober 2024. Het idee erachter is dat het een partij voor en door het volk is. De partij heet ‘Plus’.

## Bertem
Op lokaal niveau nam hij verschillende mandaten op. Van 2001 tot 2006 was hij OCMW-voorzitter van de gemeente Tervuren. Vanaf 1 januari 2007 werd hij verkozen tot gemeenteraadslid in Tervuren en legde hij in januari 2010 de eed af als voorzitter van de gemeenteraad.
In 2012 nam hij ontslag uit de gemeenteraad en verhuisde hij naar de gemeente Bertem, waar hij in datzelfde jaar deelnam aan de gemeenteraadsverkiezingen. In 2013 werd hij verkozen als schepen van burgerzaken, sport en lokale economie. Op 18 december 2015 legde hij in handen van provinciegouverneur Lodewijk De Witte de eed af als burgemeester, met als bevoegdheden burgerlijke stand, politie, veiligheid en personeel. Na de verkiezingen van 2018 bleef Joël Vander Elst burgemeester met 1361 voorkeurstemmen, een cijfer dat geen enkele kandidaat ooit in Bertem behaalde. Hij behield ook zijn extra bevoegdheden en voegde er feestelijkheden, begraafplaatsen, organisatieontwikkeling en dierenwelzijn aan toe. Na verschuivingen in het schepencollege in januari 2021 ruilde hij dierenwelzijn in voor communicatie.